# Klausen, Sydtyrolen
Klausen (tyskt uttal: [ˈklaʊsn̩], italienska: Chiusa [ˈkjuːza], ladinska: Tluses eller Tlüses) är en ort och kommun i provinsen Sydtyrolen i regionen Trentino-Sydtyrolen i norra Italien. Den är belägen cirka 20 kilometer nordost om Bolzano. Kommunen har 5 200 invånare (2024), på en yta av 51,29 km². Enligt 2024 års folkräkning talar 90,66 % av befolkningen tyska, 8,46 % italienska och 0,87 % ladinska som modersmål.

## Orter
Orter (località) i kommunen Klausen med fler än 20 invånare (inom parentes invånarantal 2021):

- Klausen/Chiusa (2 635)
- Gufidaun/Gudon (416)
- Latzfons/Lazfons (711)
- Verdings/Verdignes (396)